# Annika-Marie Fuchs
Annika-Marie Fuchs (* 29. April 1997 in Cottbus) ist eine deutsche Speerwerferin.

## Werdegang
Bei den U20-Weltmeisterschaften 2016 im polnischen Bydgoszcz schied Fuchs in der Qualifikation aus. In den Jahren 2017 und 2018 belegte sie jeweils Platz 4 bei den Deutschen Leichtathletik-Meisterschaften. 2018 wurde sie außerdem deutsche U23-Meisterin. Ende Mai 2019 erfüllte sie mit persönlicher Bestleistung von 62,36 m die Norm für die Leichtathletik-Weltmeisterschaften 2019. Im Folgemonat verteidigte sie ihren nationalen U23-Meistertitel und wurde bei den Europaspielen 2019 in Minsk erstmals international auf der Erwachsenenebene eingesetzt. Mitte Juli gewann sie bei den U23-Europameisterschaften in Gävle mit Bestleistung von 63,68 m überraschend Gold, drei Wochen später reichten 58,61 m zu Silber bei den Deutschen Meisterschaften hinter Christin Hussong.
Fuchs gehörte 2019 dem Perspektivkader des Deutschen Leichtathletik-Verbandes an. Derzeit geht sie für den OSC Potsdam an den Start und wird von Phillip van Dijck und Jens Bussweiler trainiert.

## Sportliche Erfolge
- Platz vier Deutsche Meisterschaften 2017
- Platz vier Deutsche Meisterschaften 2018
- Deutsche U23-Meisterin 2018
- Deutsche U23-Meisterin 2019
- U23-Europameisterin 2019
- Deutsche Vizemeisterin 2019
- Deutsche Vizemeisterin 2020
- Deutsche Vizemeisterin 2022
- Deutsche Vizemeisterin 2025